# Station Biskupiec Pomorski
Station Biskupiec Pomorski is een spoorwegstation in de Poolse plaats Biskupiec.